# فضل عمر
فضل عمر (مواليد15 نوفمبر 1989) لاعب كرة قدم قطري.، لاعب كرة قدم قطري يجيد اللعب في مركز الوسط .
كانت بداياته مع نادي قطر وإنتقل إلى النادي الأهلي عام 2017 وعاد إلى نادي قطر في عام 2018 و أعير إلى نادي أم صلال في عام 2019 و أخيراً لعب مع نادي الشمال.
مثل سابقاً منتخب قطر في مباراتين.